# Aliou Baldé
Aliou Baldé (Ziguinchor, 12 de diciembre de 2002) es un futbolista senegalés, nacionalizado guineano, que juega en la demarcación de extremo para el F. C. St. Gallen de la Superliga de Suiza.

## Selección nacional
Tras jugar en las categorías inferiores de la selección, finalmente hizo su debut con la selección de fútbol de Guinea el 10 de junio de 2024 en un encuentro de clasificación para la Copa Mundial de Fútbol de 2026 contra Mozambique que finalizó con un resultado de 0-1 a favor del combinado mozambiqueño tras el gol de Geny Catamo.

## Clubes
| Club                          | País         | Año       | Partidos | Goles |
| ----------------------------- | ------------ | --------- | -------- | ----- |
| Feyenoord                     | Países Bajos | 2021      | 5        | 0     |
| SK Beveren (cedido)           | Bélgica      | 2022      | 7        | 0     |
| FC Dordrecht (cedido)         | Países Bajos | 2022-2023 | 16       | 8     |
| F. C. Lausanne-Sport          | Suiza        | 2023      | 19       | 7     |
| OGC Niza                      | Francia      | 2023-2024 | 9        | 0     |
| VfL Bochum (cedido)           | Alemania     | 2024-2025 | 5        | 0     |
| F. C. Lausanne-Sport (cedido) | Suiza        | 2025      | 18       | 2     |
| F. C. St. Gallen (cedido)     | Suiza        | 2025-     |          |       |